# Lorenzo Tio Hazeur
Lorenzo Tio Hazeur nació en Tampico, México el 28 de septiembre de 1867 como parte de una familia de músicos. El perteneció a la tercera generación de filarmónicos que, de una u otra manera, estuvieron presentes en la cultura musical en Luisiana. Falleció en 1908. Fue padre del famoso clarinetista de jazz tradicional, Lorenzo Tio.

## Historia

### Comienzos
Aunque en sus primeros 10 años Lorenzo creció en Tampico, aprendiendo música de su padre Louis Marcos Tio, Lorenzo (junto a su hermano Louis, éste nacido en la huasteca veracruzana) desarrollaron la facilidad de tocar el clarinete, como herencia de familia.
A la muerte de su padre, acaecida en Tampico en 1878 los hermanos Tio Hazeur, Joseph (nacido en Nueva Orleans en 1857), Josephine (Nueva Orleans, 1859), Louis Marcos (Eureka, Veracruz, 1862), Genevieve (Tampico, 1863) y Augustin Lorenzo (Tampico, 1867), emigraron, junto a su madre (de nombre Marguerite), hacia los Estados Unidos. Fue en su adolescencia, ya radicando en Nueva Orleans, donde los hermanos Tio (Lorenzo y Louis) comenzaron a interactuar en la escena musical de esa ciudad.

### En Nueva Orleans
La primera noticia que se tiene sobre la actividad musical de Louis y Lorenzo Tio en Nueva Orleans es su participación en The Excelsior Brass Band, como parte de las orquestas que se presentaron en The World´s Industrial and Cotton Centennial Exposition entre 1884 y 1885.  La exposición que se llevó a cabo en Nueva Orleans y el año de 1884 al parecer fueron cruciales para Lorenzo y Louis, pero también para el desarrollo del Jazz en Louisiana ya que, aunque en ese tiempo las bandas tenían dentro de su repertorio sólo música como marchas, música militar, valses, arreglos de piezas de ópera, música religiosa, mazurkas, polcas, two steps o schottische, fue a partir de ese momento cuando comenzaron a mezclarse nuevos ritmos para hacer una música más ligera y orquestas más compactas (pues era más práctico mover una pequeña banda de 10 o 20 miembros que las grandes orquestas militares de música seria de aquellos tiempos, a menudo de cincuenta y hasta sesenta músicos). Louis y Lorenzo entonces comenzaron a buscar la manera de entrar a los círculos musicales criollos de Nueva Orleans y así es que, en 1889, junto a otros fundaron el club social Lyre Musical Society, que con el paso del tiempo terminaría siendo The Lyre Club Symphony Orchestra, bajo la dirección musical de Louis Tio y Theogene Baquet.

### Minstrels
Lorenzo y Louis siguieron buscando nuevas formas de agrupaciones musicales y pronto se enrolaron, cada uno por su lado, en compañías Minstrels. Lorenzo por su parte entró a la Richard and Pringle´s Georgia Minstrels.  En cuanto a Louis Tio, él se vio involucrado con la banda John W. Vogel´s Afro-American Mastodon Minstrels, conocida también como "Darkest American Show (El Show más Oscuro de América)". 
Este tipo de espectáculos cómicos en  los que incluso los miembros de las orquestas, en su mayoría criollos de color, se pintaban sus caras con betún tratando de imitar a los negros, se componían de tres partes: “Comic-Dandies” (monólogos cómicos), “Olio” (pequeños squetches en los que reflejaban las sombras de los actores a través de un telón) y “After Piece” (donde toda la compañía terminaba actuando junta).

### Últimos años
A pesar de que las carreras musicales de los hermanos Tio estaban en un momento favorable, por otro lado comenzaron a sentir las tensiones raciales del sureste, que para el verano de 1900 parecían fuera de control (Siete afroamericanos habían sido asesinados, otros tantos fueron golpeados y un estudiante fue colgado). Lorenzo Tio y su esposa Alice, junto a sus hijos menores, Anselmo (1893), Louis Raphael (1895), Francesca (1897) y Josephine (1900) (Luego nacería Alice en 1906) viendo la situación social en Nueva Orleans se mudaron a la Bahía de Saint Louis, Misisipi, en la costa del Golfo de México. Por otro lado la emergencia de los afrodescendientes en Nueva Orleans se vio reflejada no solo en lo social, sino también en los círculos musicales.  Muchos de los criollos de color que se veían a sí mismos como resultado del buen gusto europeo comenzaron a ver cómo la población afrodescendiente, en su mayoría descendientes de esclavos, empezaban a ocupar lugares dentro de las bandas locales. Estas bandas de afroamericanos tocaban la misma música que los criollos, pero con una ligera variación.  Su raíz provenía de las danzas negras africanas y el blues, que eventualmente dejaron emerger el estilo del Jazz.
En Saint Louis, Mississippi, Lorenzo Tio comenzó a depender cada vez  más de sus habilidades para escribir música, hecho que le llevó a ser reconocido como arreglista de música para bandas.  Una de estas agrupaciones fue la 'Promote Brass Band de la cual, con el tiempo, formó parte como su director y en la que además introdujo a su hijo  Anselmo como clarinetista. Con el correr de los años y al llegar Lorenzo Tio a la edad de cuarenta comenzó a resentir el cambio dentro de la nueva sociedad americana del siglo XX.  Económica, profesional y artísticamente se empezó a ver traspasado por una nueva clase media pujante que tenía otros valores.  Entonces Lorenzo comenzó a pensar que su familia estaría mejor en un lugar en el que las relaciones sociales no basadas en el color de piel tuvieran mayor importancia y ese lugar para él era México.  
Fue por eso que en 1907 Tio escribió una carta al cónsul mexicano en Nueva Orleans pidiéndole permiso para emigrar junto a su familia al país en el que había nacido. En 1908, la familia entera se regresó para Nueva Orleans anticipando su viaje a México.  Pero una vez en aquel puerto Lorenzo enfermó antes de saber alguna respuesta de las autoridades mexicanas y su salud empeoró rápidamente al contraer neumonía.  Finalmente el 10 de junio de 1908, Augustin Lorenzo Tio Hazeur murió en la Ciudad de Nueva Orleans al lado de su esposa. Poco tiempo después una carta concediendo el permiso de emigrar a nuestro país llegó a manos de Alice quien decidió quedarse en los Estados Unidos junto a sus hijos.
Entre los nombres más legendarios asociados con  los inicios del Jazz, uno de los más importantes es Tio.  Los miembros de esta familia criolla de color migrante tocaron y enseñaron el clarinete en Nueva Orleans durante las décadas formativas de este estilo musical.  Cada uno de ellos fue considerado como un maestro en la ejecución y en lo académico.  Juntos dejaron un legado musical imborrable, legado manifestado sobre todo en el número de estudiantes que subsecuentemente llegarían a ser grandes en el mundo del Jazz.  Junto a otros pocos los Tio son tal vez los primeros pedagogos en la historia del Jazz, al dejar una escuela en la ejecución de los instrumentos de viento.